# Palais Mesmer

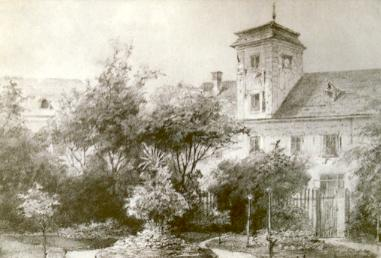
Die Gartenseite des Palais Mesmer 1872

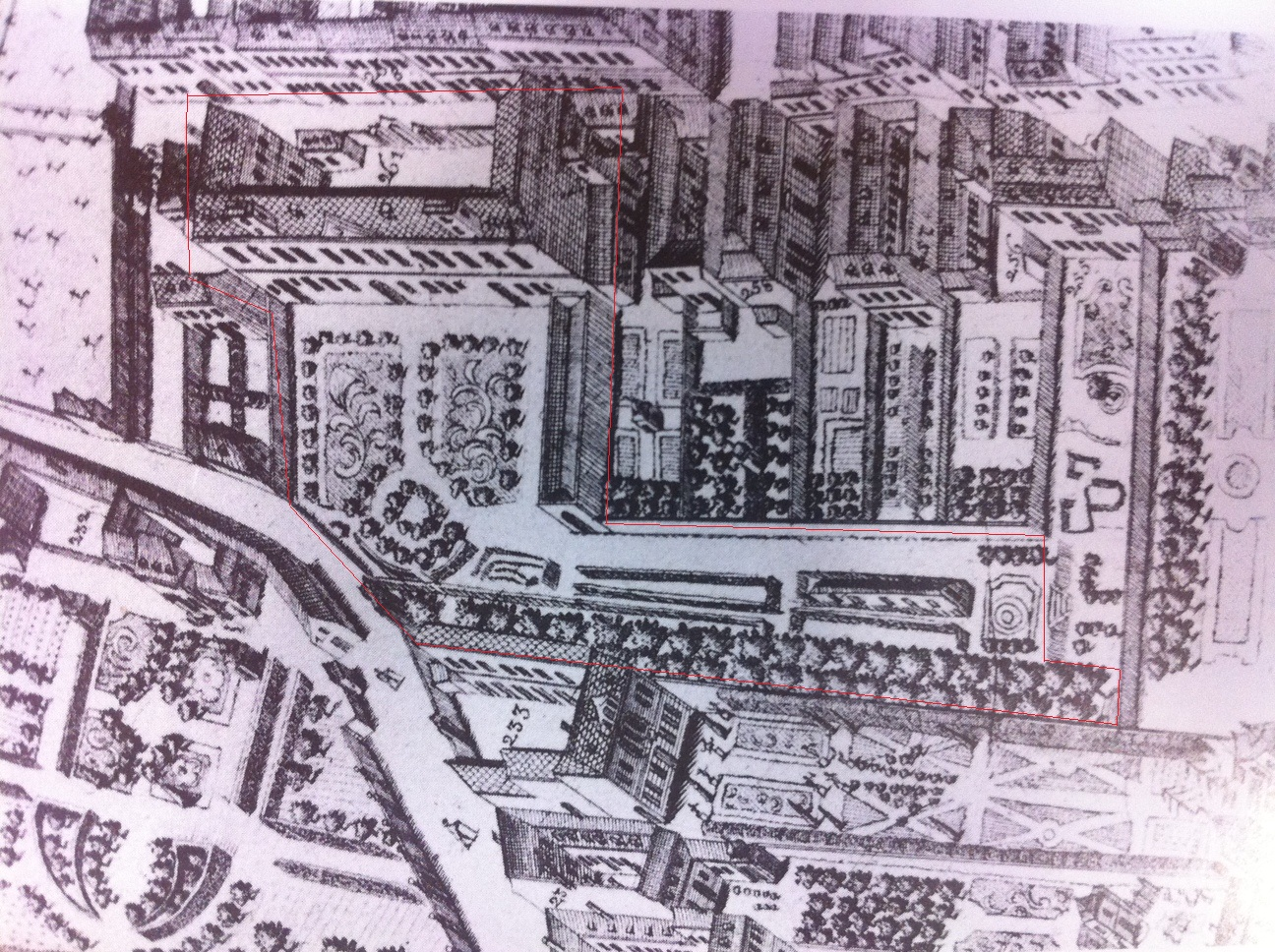
Das Palais mit Garten zwischen 1769 und 1773 aus der Vogelperspektive

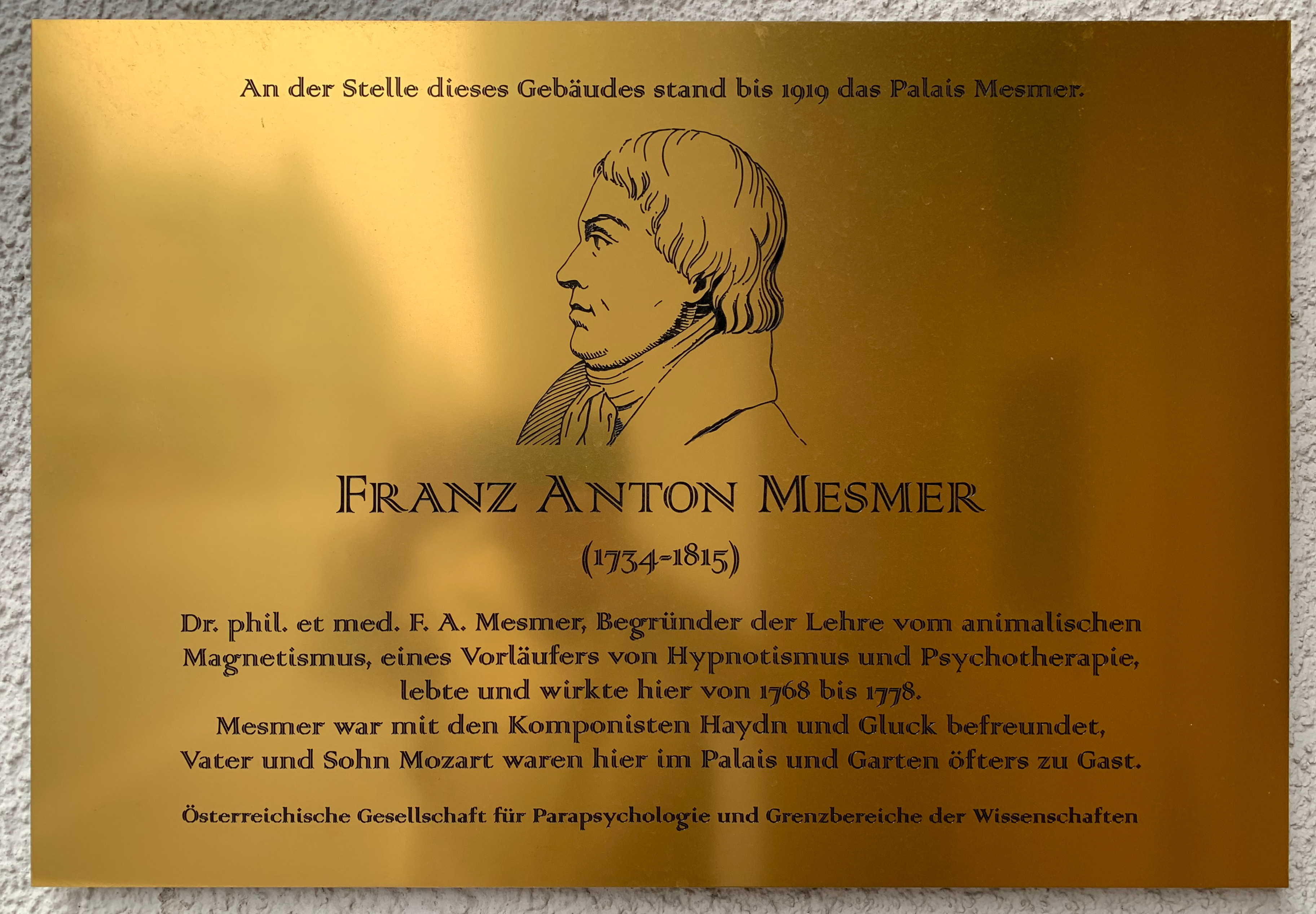
Gedenktafel an der Stelle des Palais Mesmer

Das Palais Mesmer befand sich im 3. Wiener Gemeindebezirk Landstraße auf Höhe der heutigen Rasumofskygasse 29.
Der wahrscheinliche Erbauer des Palais war Bernhard Heinrich von Germeten.  Seine Töchter verkauften das damals wahrscheinlich noch einstöckige Palais mit Garten und Orangerie ca. 1753 für 9000 Gulden an das Ehepaar von Posch. Nach dem Tod von Ferdinand Konrad von Posch im Jahr 1766 heiratete die Witwe, Maria Anna von Posch, am 10. Januar 1768 den berühmten Arzt und Namensgeber des Palais Franz Anton Mesmer, welcher das Haus umbauen und neu einrichten ließ. Das Palais Mesmer gilt als einer von zwei möglichen Orten der Uraufführung des Singspiels Bastien und Bastienne von Wolfgang Amadeus Mozart im Jahr 1768. Das Palais wurde 1919 abgerissen.